# Lotfi Khaïda
Lotfi Khaïda, né le 20 décembre 1968, est un athlète algérien, spécialiste du saut en longueur et du triple saut,,.

## Biographie
Aux Championnats d'Afrique de 1988, il a remporté la médaille d'argent du triple saut et la médaille de bronze du saut en longueur. Il a remporté des médailles de bronze au triple saut aux Jeux méditerranéens de 1991 et 1993, et a remporté le saut en longueur aux Jeux panarabes de 1992.
Il a participé à la fois au saut en longueur et au triple saut aux Jeux olympiques de 1988 et au triple saut aux Jeux olympiques de 1992 sans atteindre la finale. Il a également doublé au saut en longueur et au triple saut aux Championnats du monde de 1991 et 1993 sans atteindre la finale.
Il devient champion d'Algérie de saut en longueur en 1998, 1989, 1991 et 1994 ; et champion du triple saut en 1987, 1988, 1989, 1991, 1993, 1994 et 1995.
Son record personnel au saut en longueur est de 8,05 mètres, réalisé le 31 juillet 1994 à Sestrières, établissant un nouveau record algérien jusqu'à ce qu'Issam Nima le 12 août 2005 à Helsinki avec un saut de 8,13 mètres. Son record personnel de triple saut est de 16,92 mètres, réalisé en août 1993 à Monaco. Ce dernier était le record algérien jusqu'à ce qu'il soit battu par Yasser Triki à Wuhan le 26 octobre 2019 avec un saut de 17,02 mètres étant le premier Algérien à dépasser la barre des 17 mètres.Kaida détenait également le record d'Algérie en salle du triple saut établi à Indianapolis depuis mars 1992 avec 16,49 mètres avant qu'il ne soit battu par Yasser Triki le 25 janvier 2019 au Texas avec un saut de 16,52.